# ヘテロクロマチン
ヘテロクロマチン（英語: heterochromatin）は細胞周期の間は凝縮されたクロマチンの形状、または種類のことをいう（ほとんどの場合であり、常ではない）。転写されず、濃い色が観察される。セントロメアとテロメア周辺によく見つかり、主に短い配列の繰り返し構造。
構造ヘテロクロマチン（Constitutive Heterochromatin）には高頻度から中頻度の繰り返し配列が含まれ、テロメアやセントロメア周辺に存在する。また、条件的ヘテロクロマチン（Facultative Heterochtomarin）は完全な染色体になる能力をもつ。
例）バー小体（不活性化されたX染色体）ではほぼ全領域がヘテロクロマチン構造をとる。

## 構造
クロマチンにはユークロマチンとヘテロクロマチンの2つの様態がある。これら2つの様態は元来、どの程度の強度で染まるかによって細胞学的に識別されていた。ユークロマチンは薄く、ヘテロクロマチンはその窮屈なつまり具合を反映して濃く染まる。ヘテロクロマチンは一般的に細胞核の縁に局在する。こういった初期からの見立てにもかかわらず、最近の証拠は動物と植物の双方において、2種を越える異なったヘテロクロマチン状態が存在し、エピジェネティックマークの組合せによって識別される4種か5種の「状態」が実際に存在するであろうことを示唆している。
ヘテロクロマチンは主に遺伝学的に不活性なサテライト配列からなり、多くの遺伝子は様々な程度に抑制されている。セントロメアとテロメアは共にヘテロクロマチンであり、雌がもつ2つのX染色体のうちバー小体と呼ばれる不活性なものもヘテロクロマチンである。

## 酵母のヘテロクロマチン
出芽酵母（Saccharomyces cerevisiae）はモデル真核生物であり、そのヘテロクロマチンは詳しく研究されている。出芽酵母のゲノムのほとんどはユークロマチンとして特徴づけられるが、なかには稀にしか転写されないDNA領域が存在する。接合型遺伝子座（HMLおよびHMR）、リボソームRNAをコードするリボソームDNA、そしてサブテロメア領域がこれにあたる。
分裂酵母（Schizosaccharomyces pombe）は、出芽酵母とは異なる機構によってセントロメア近傍のヘテロクロマチンを構築する。この領域における遺伝子サイレンシングはRNAi経路の因子に依存する。二本鎖RNAが一連の段階を経て遺伝子サイレンシングをもたらすと信じられている。
分裂酵母では、RNAi経路の2つの複合体、すなわちRITS（the RNAi-induced transcriptional gene silencing）とRDRC（the RNA-directed RNA polymerase complex）が、ヘテロクロマチンの確立、拡張、および維持に関わる。これらの複合体はヘテロクロマチン形成の場にsiRNA依存的に局在する。RNAポリメラーゼIIが、RITSとRDRC、およびヘテロクロマチン形成に必要な他の構成因子を呼び込むためのプラットフォームとして機能する転写産物を合成する。RNAiと、エキソソーム複合体依存的なRNA分解過程がヘテロクロマチンによる遺伝子サイレンシングに貢献する。分裂酵母のセントロメア領域に見られるDNA反復配列を「のりしろ」にした染色体異常の発生は、染色体のヘテロクロマチンが抑制するという指摘がある。
分裂酵母におけるこれらの機構はおそらく他の真核生物にも存在する。「RevCen」と呼ばれる大きなRNA構造もまた、ヘテロクロマチン形成を仲介するsiRNAの生産に関与すると指摘される。